# Namegawa
Namegawa (滑川町 Namegawa-machi?) es un pueblo en la prefectura de Saitama, Japón, localizado en el centro-este de la isla de Honshū, en la región de Kantō. El 1 de marzo de 2021 tenía una población estimada de 19 885 habitantes y una densidad de población de 670 personas por km².

## Geografía
Namegawa está localizado en una región montañosa del centro de la prefectura de Saitama, aproximadamente a 60 kilómetros del centro de Tokio. Limita con las ciudades de Kumagaya y Higashimatsuyama  y con el pueblo de Ranzan.

## Economía
La economía de Namegawa es en gran parte agrícola, aunque también es un dormitorio para un porcentaje significativo de la población activa que viaja a la cercana ciudad de Saitama o Tokio.

## Demografía
Según los datos del censo japonés, la población de Namegawa ha aumentado constantemente en los últimos 40 años.
| Gráfica de evolución demográfica de Namegawa entre 1940 y 2015 |
|                                                                |
| Oficina de Estadística de Japón                                |